# Psylliodes leonhardi
Psylliodes leonhardi là một loài bọ cánh cứng trong họ Chrysomelidae. Loài này được Heikertinger miêu tả khoa học năm 1926.